# 103 Vir
103 Vir es una enana tipo A de la costelación de Virgo, se encuentra a 370.61 años luz(113.63 parsecs). Tiene una magnitud visual de 6.8, no visible a simple vista.

## Propiedades Fisícas
103 Vir es un estrella de la secuencia principal de tipo espectral A5V, con un índice de color de 0.19, una magnitud absoluta 1.52 y una temperatura de 8050K. Es una estrella normal de la secuencia principal. Tiene una luminosidad de 11.68 luminosidades solares, una masa de 2 masa solares, igual que Sirio pero menos grande al tener 1.57 radios solares.

## Tiempo de vida
103 Vir al ser de secuencia principal, vivira bastante pero por su masa y radio probablemente esta creciendo para volverse una gigante roja, le quedan 1100 millones de años aproximadamente.